# Prawo pożądania (telenowela)
Prawo pożądania (hiszp. El Cuerpo del Deseo) – amerykańska telenowela wyemitowana w latach 2005−2006. Składa się ze 143 odcinków. W rolach głównych Lorena Rojas i Mario Cimarro.
- Reżyseria: David Posada
- Scenariusz: Julio Jiménez, Iván Martínez Lozano
- Zdjęcia: Joseph Martínez, Juan Pablo Puentes
- Muzyka: Abel Ibarra, Alberto Slezynger
- Producent: Aurelio Varcarcel Carroll
- Piosenki z czołówki serialu: 1) Lorena Rojas "El cuerpo del deseo", 2) Diego Vargas "Hoy te vuelvo a enamorar"

## Wersja polska
Telenowela była emitowana w Polsce od 9 lutego do 5 września 2007 roku w telewizji TVN, następnie od 29 stycznia do 19 sierpnia 2010 w telewizji TVN 7.
- Wersja polska dla TVN: ITI Film Studio
- Tekst: Karolina Władyka
- Czytał: Paweł Straszewski

## Fabuła
Piękna Isabel Arroyo wychodzi za mąż za Pedra Jose Donoso. Na rozkaz swego kochanka, Andresa, truje Pedra, który następnie umiera. Dusza Pedra Jose przechodzi w ciało wieśniaka Salvadora Cerinzy, który przed tym zdarzeniem miał żonę i dziecko. Pewnego dnia Salvador przychodzi do domu wróżki, która wcześniej znała Pedra. Następnie pragnie odzyskać Isabel i przychodzi do jej domu i zatrudnia się jako szofer. Odkrywa, że to Isabel wcześniej go zdradziła i otruła. Jako Pedro Jose chce za to ukarać zarówno ją, jak i Andresa, który dawniej był jego przyjacielem.
Isabel i Salvador mają romans, jednakże kobieta wychodzi za Andresa, pod wielkim przymusem, choć Andres doskonale wie, że Isabel go już nie kocha. Mieszkańcy domu są zaskoczeni, skąd Salvador wie tak dużo o nich. Również jego córka, Angela, jest zdziwiona, dlaczego jej tak pomaga, podczas gdy Walter i Rebeca spiskują przeciwko nim. Wcześniej kobieta zakochała się w Salvadorze, jednak gdy ten odrzucił jej miłość, zaczęła go nienawidzić. Salvador dostaje stanowisko w firmie, gdzie zostaje tam zatrudniony z uwagi na swoją ogromną wiedzę o firmie. Isabel i Andres nawzajem zatruwają sobie życie. Angela i Antonio pobierają się. Simon jest zakochany w Valerii, z kolei ona zakochała się w Salvadorze, który częściowo odwzajemnia jej uczucie.
Cantalicia, żona byłego wieśniaka Salvadora, zaczyna go szukać. Gdy go odnajduje, Salvador jej nie pamięta i nie przyznaje się do niej. Andres dowiaduje się od Salvadora, że jest on w rzeczywistości Pedrem Jose Donoso. Kiedy Andres o tym się dowiaduje,zaczyna wariować. Isabel stwierdza, że ma już tego dosyć, zabiera go do domku nad jeziorem i tam, po krótkiej szarpaninie, zabija go. Po powrocie do domu Isabel dowiaduje się od Rebeki, że Valleria chciała uciec z Salvadorem, zabrania jej tego i przez to, uczucie Salvadora i Vallerii zostaje zatracone. Salvador czasem traci pamięć i zmienia się w wieśniaka.
Isabel i Salvador pobierają się. Isabel jedzie do Cantalicii i dowiaduje się od niej, że Salvador był jej mężem. Kobieta chce wyjaśnić całą sytuację domownikom i wyjawia im prawdę, a także mówi, że to ona zabiła Andresa i otruła Pedra. Od razu potem Isabel i Salvador wyjeżdżają, a policja rusza ich tropem. Następuje pościg, który doprowadza Isabel do popełnia samobójstwa, które polega na wjechaniu samochodem do jeziora. Salvador, z kolei, z powrotem zamienia się w wieśniaka oraz wraca na wieś, do żony i dziecka.

## Obsada
- Don Pedro José Donoso (Andrés García) – 73-letni arystokrata, właściciel dużej firmy oraz willi. Po wielu latach życia wdowca zakochuje się w dużo młodszej od siebie Isabel Arroyo. Poślubia ukochaną i umiera na zawał. Don Pedro wraca na ziemię w ciele wieśniaka Salvadora. Właśnie w ciele Salvadora odkrywa bolesną prawdę o otaczających go ludziach: Isabel zdradza go z jego najbardziej zaufanym pracownikiem, zarazem przyjacielem Andrésem, którzy razem go otruli oraz jego zaufany kamerdyner Walter darzył go ukrytą nienawiścią. Jego hobby była gra na fortepianie i jazda konno.
- Salvador Cerinza (Mario Cimarro) – 28-letni rolnik wiodący życie u boku żony Cantalicii Munetón i syna Moncho. Na skutek wypadku umiera dokładnie w tym samym czasie, co don Pedro José Donoso. Podczas pogrzebu jego ciało zostaje przejęte przez duszę don Pedra. Mężczyzna budzi się i rozbija trumnę. Nie poznaje członków rodziny i sąsiadów. Ponieważ twierdzi, że nazywa się Donoso, zostaje umieszczony w szpitalu. Po wyjściu z niego wyjeżdża z miasteczka i zjawia się w rezydencji rodziny Donoso. Otrzymuje pracę szofera. Po pewnym czasie zostaje wicedyrektorem firmy, a potem mężem Isabel. Po wypadku Salvador na zawsze traci tożsamość Don Pedra i staje się zwykłym wieśniakiem. W ostatnim odcinku wraca do żony i syna na wieś.
- Isabel Arroyo (Lorena Rojas) – była pracownica jednej z firm don Pedra. Córka Niny, kuzynka Valerii Guzmán. Uwodzi i nakłania do ślubu don Pedra. Zachowując pozory kochającej żony, romansuje z Andrésem. Truje Pedra i po jego śmierci wychodzi za mąż za Andrésa. Zabija go i mówi wszystkim, że popełnił samobójstwo. Wkrótce wychodzi za mąż za Salvadora. Podpuszczona przez Salvadora wyznaje mieszkańcom rezydencji, że zabiła swoich poprzednich mężów i jest ścigana przez policję. Isabel postanawia popełnić samobójstwo i spada z samochodem do jeziora. Na brzeg Isabel wynosi Salvador, gdzie kobieta umiera.
- Andrés Corona (Martín Karpan) – zaufany pracownik don Pedra i kochanek Isabel. Pozbawiony skrupułów i ambitny. Chce pozbyć się szefa, zająć jego miejsce w konsorcjum i zagarnąć cały majątek. Oszukuje Angelę. Żeni się z Isabel. Załamuje się psychicznie, gdy dowiaduje się, że Salvador to stary Donoso. Traci życie walcząc z Isabel w łódce na środku jeziora.
- Ángela Donoso (Vanessa Villela) – córka don Pedra, jedynaczka. Mieszka w Europie, ale wraca do Kolumbii, by nie dopuścić do ślubu ojca. Zakochana w Andrésie, przeżywa szok, gdy nakrywa go w ramionach Isabel. Po tym zdarzeniu wiąże się z Antoniem. Zachodzi z nim w ciążę i wychodzi za niego za mąż. Rodzi dziecko i mieszka wraz z rodziną w dawnej rezydencji swojego ojca.
- Gaitana Charry (Jeannette Lehr) – wróżka, przyjaciółka Pedra José Donoso. Jako pierwsza się dowiaduje, że w ciele Salvadora jest duch Pedra José Donoso. W ostatnim odcinku przyjmuje oświadczyny od Evaristo.
- Walter Franco (Roberto Moll) – kamerdyner w domu Pedra José Donoso. Prawa ręka Andrésa Corony. Przebiegły i niewdzięczny wobec Pedra José Donoso, który kiedyś wyciągnął go z poważnych kłopotów (był oskarżony o kradzież). Po śmierci Isabel razem z Rebecą próbuje okraść dom, po nieudanej próbie zostaje wyrzucony z pracy, jeszcze tego samego zabija w szpitalu przypadkowego mężczyznę, myląc go z Salvadorem, za co zostaje aresztowany.
- Abigail Domínguez (Anna Silvetti) – gospodyni w domu Pedra José Donoso. Ma dwóch synów: Antonia i Simona. Jej były mąż jest alkoholikiem. Spokojna i opanowana.
- Antonio Domínguez (Erick Elias) – syn Abigail. Zakochany w Angeli, z którą potem bierze ślub.
- Simon Dominguez (Pablo Azar) – syn Abigail i brat Antonia. Przez pewien czas związany z Consuelą. Po zawodzie miłosnym zakochuje się w Valerii, lecz ta go odrzuca. Ostatecznie odwzajemnia jego uczucie. Bardzo lubi bawić się z psem don Pedra – Azurem.
- Rebeca Macedo (Martha Picanes) – ciotka Isabel i Valerii, siostra Niny. Swoim przyjazdem rujnuje spokój mieszkańców. Zakochuje się w Salvadorze. Kilka razy próbuje go zabić, a gdy Salvador bierze ślub z Isabel, dostaje ataku histerii. Po śmierci Isabel razem z Walterem próbuje okraść dom, po nieudanej próbie ucieka. Następnego dnia policja znajduje ją martwą.
- Valeria Guzmán (Diana Osorio) – kuzynka Isabel, również bratanica Rebeki. Była w zakładzie psychiatrycznym, ale teraz mieszka wraz z kuzynką. Jest bardzo piękna, mądra i tak naprawdę nie jest psychicznie chora. Jej rodzice nie żyją. Kocha Simona z wzajemnością. Jej hobby to gra na fortepianie i jazda konno.
- Vicky (Yadira Santana) – gospodyni w domu Pedra José Donoso. Często wdaje się w kłótnie z Walterem. Sympatyczna i dobra.
- Cantalicia Muñeton (Rosalinda Rodriguez) – żona Salvadora, matka Moncha. Z gazety dowiedziała się o miejscu pobytu męża i jedzie do Rio Claro, gdzie przygarnia ją i syna wujek ojca Jacobo – Felipe Madero.
- Moncho Cerinza (Emanuel Castillo) – syn Salvadora i Cantalici, mądry chłopiec. Zaprzyjaźnia się z Felipe Madero – wujkiem ojca Jacobo, który uczy go czytać i pisać.
- Doña Lilia (Alcira Gil) – pielęgniarka w Las Cruses, którą Salvador okrada w celu wyjazdu do Rio Claro. W akcie zemsty oskarża go niesłusznie o gwałt.
- Ojciec Jacobo (Rubén Camelo) – proboszcz w parafii na wsi Salvadora i Cantalici. Ma w Rio Claro zgorzkniałego wujka – Felipe Madero, który przygarnia ją i jej syna – Moncho do swojego mieszkania.
- Felipe Madero (Eduardo Serrano) – artysta, wujek ojca Jacobo. Zgorzkniały mężczyzna w starszym wieku. Przygarnia do swojego mieszkania Cantalicię i Moncha na prośbę siostrzeńca. Niezbyt przepada za Cantalicią, ale za to nawiązuje dobry kontakt z jej synem – Moncho, którego uczy pisać, czytać.
- Doktor Duarte (Félix Loreto) – lekarz, przyjaciel Pedra José Donoso.
- Camilo (Silvestre Ramos) – narzeczony Lupe, przyjaciel Salvadora. Za namową Salvadora uwodzi Consuelo w celu odkryciu prawdy o niej przez Simona, udając przed nią syna bogatego przemysłowca.
- Lupe (Vivian Ruiz) – pracownica Gaitany, narzeczona Camilo.
- Garces (Raúl Izaguirre) – pracownik w firmie Pedra José Donoso.
- Indira Fernández (Ilse Pappe) – znajoma Isabel, zakochana w Andrésie – tak jak on, zimna i wyrachowana osoba. Nakryła Isabel na zdradzie z Salvadorem, o czym mówi ukochanemu, po czym ten próbuje zabić swoją żonę i jej kochanka. Po śmierci Andrésa oskarża ją o jego morderstwo. Jednak wycofuje swoje oskarżenia po naciskach Salvadora, pod groźbą ujawnienia przez niego, iż w przeszłości próbowała uwieść Pedra José Donoso.
- Consuelo Guerrero (Arianna Coltellacci) – dziewczyna, w której zakochuje się Simón, lecz ta go wykorzystuje. Chłopak zrywa z nią, gdy nakrył ją na zdradzie z Camilo, gdyż ta myślała, że on jest synem bogatego przemysłowca.
- Rodrigo Dominguez (Xavier Coronel) – mąż Abigail, ojciec Antonia i Simona, alkoholik. Umiera w przedostatnich odcinkach.
- Evaristo Canales (Jorge Hernández) – przyjaciel Gaitany, której w ostatnim odcinku się oświadcza.
- Nina Macedo de Arroyo (Lis Coleandro) – matka Isabel, ciotka Valerii. Złośliwa kobieta, której przeszkadza granie przez Pedra José Donoso na fortepianie w nocy. Po odkrytych kłamstwach Pedro José Donoso wyrzuca ją ze swojej willi, ta w akcie zemsty nasyła na swoje miejsce siostrę – Rebecę. Ginie wkrótce w katastrofie lotniczej.
- Pilar (Sonia Noemi) – przyjaciółka Rebeki.
- Azur – pies Pedra José Donoso, miły i sympatyczny. Bardzo nie lubi Andrésa, Waltera i Rebeki, który po śmierci Pedra często przywiązują go do drzewa, jednak w nocy zawsze uwalniany jest przez Salvadora. Bardzo lubi bawić się z Simonem.

## Nagrody
- Asociación Orquidea USA:
  - Najlepszy aktor 2005: Mario Cimarro
  - Najlepszy aktorka 2005: Lorena Rojas
  - Odkrycie: Pablo Azar
- Nagroda FAMA:
  - Najbardziej intensywne spojrzenie 2005: Mario Cimarro